# Persone di cognome Bruno
| Questa pagina contiene informazioni ricavate automaticamente dalle voci biografiche con l'ausilio del template Bio e di un bot. L'aggiornamento è periodico e automatico e ricostruisce completamente la pagina. Se manca una persona in questa lista, sei pregato di non aggiungerla, ma accertati piuttosto che la sua voce biografica contenga il template Bio e che i dati anagrafici siano correttamente compilati. Se il template Bio manca, inseriscilo tu stesso o, in alternativa, metti l'avviso {{tmp\|Bio}} che ne segnala la mancanza. Se i dati riportati sono sbagliati, correggi direttamente la voce biografica; le modifiche saranno visibili in questa lista entro pochi giorni. Per chiarimenti vedi il progetto antroponimi. La lista contiene solo le 86 persone che sono citate nell'enciclopedia e per le quali è stato implementato correttamente il template Bio. Pagina aggiornata al 23 lug 2025. |

Questa è una lista di persone presenti nell'enciclopedia che hanno il cognome Bruno, suddivise per attività principale.

## Allenatori di calcio(2)
- Alessandro Bruno, allenatore di calcio e ex calciatore italiano (Benevento, n. 1983)
- Salvatore Bruno, allenatore di calcio e ex calciatore italiano (Napoli, n. 1979)

## Architetti(2)
- Andrea Bruno, architetto italiano (Torino, n. 1931 - Torino, † 2025)
- Fabrizio Bruno, architetto italiano (Roma, n. 1926 - Roma, † 2000)

## Attori(4)
- Dylan Bruno, attore statunitense (Milford, n. 1972)
- Gaetano Bruno, attore italiano (Palermo, n. 1973)
- Gerry Bruno, attore, cantante e conduttore televisivo italiano (Torino, n. 1940)
- Nando Bruno, attore italiano (Roma, n. 1895 - Roma, † 1963)

## Attrici(5)
- Billi Bruno, attrice statunitense (Los Angeles, n. 1997)
- Cinzia Bruno, attrice italiana (Roma, n. 1957)
- Egidia Bruno, attrice, regista teatrale e drammaturga italiana (Latronico)
- Mandy Bruno, attrice statunitense (Phoenix, n. 1981)
- Nicette Bruno, attrice brasiliana (Niterói, n. 1933 - Rio de Janeiro, † 2020)

## Avvocati(1)
- Donato Bruno, avvocato e politico italiano (Noci, n. 1948 - Roma, † 2015)

## Beatmaker(1)
- Marco Polo, beatmaker canadese (Toronto, n. 1979)

## Bibliotecarie(1)
- Bianca Bruno, bibliotecaria e funzionaria italiana (Alessandria d'Egitto, n. 1880 - Roma, † 1948)

## Botanici(1)
- Francesco Bruno, botanico italiano (Alimena, n. 1897 - Palermo, † 1986)

## Calciatori(10)
- Bruno, calciatore italiano
- Carletto Bruno, calciatore italiano
- Chris Bruno, ex calciatore britannico (n. 1970)
- Gianni Bruno, calciatore belga (Rocourt, n. 1991)
- Mario Bruno, calciatore e allenatore di calcio italiano (Alessandria, n. 1905 - † 1944)
- Massimo Bruno, calciatore belga (Boussu, n. 1993)
- Maurizio Bruno, calciatore e allenatore di calcio italiano (Genova, n. 1933 - Genova, † 2015)
- Maurizio Bruno, calciatore italiano
- Pasquale Bruno, ex calciatore italiano (San Donato di Lecce, n. 1962)
- Roberto Bruno, calciatore italiano (Torino, n. 1963 - Bergamo, † 2003)

## Calciatrici(1)
- Elena Bruno, calciatrice e allenatrice di calcio italiana (Lucca, n. 1985)

## Cardinali(1)
- Giuseppe Bruno, cardinale italiano (Sezzadio, n. 1875 - Roma, † 1954)

## Chitarristi(2)
- Francesco Bruno, chitarrista, compositore e arrangiatore italiano (Roma)
- Tony Rey Bruno, chitarrista e produttore discografico statunitense (Newark, n. 1960)

## Comici(1)
- Mariano Bruno, comico italiano (Napoli, n. 1979)

## Criminologi(1)
- Francesco Bruno, criminologo, medico e funzionario italiano (Celico, n. 1948 - Celico, † 2023)

## Critici cinematografici(1)
- Edoardo Bruno, critico cinematografico italiano (Roma, n. 1928 - Roma, † 2020)

## Danzatori(1)
- Francesco Elio Bruno, ballerino italiano (Villabate, n. 1944 - Firenze, † 2019)

## Filosofi(1)
- Giordano Bruno, filosofo, scrittore e predicatore italiano (Nola, n. 1548 - Roma, † 1600)

## Fotografi(1)
- Giuseppe Bruno, fotografo italiano (Capizzi, n. 1836 - Taormina, † 1904)

## Generali(1)
- Francesco Bruno, generale italiano (Nicosia, n. 1886 - Nicosia, † 1975)

## Giornalisti(3)
- Francesco Bruno, giornalista, critico letterario e scrittore italiano (Ascea, n. 1899 - Napoli, † 1982)
- Giovanni Bruno, giornalista e conduttore televisivo italiano (Napoli, n. 1956)
- Pino Bruno, giornalista, scrittore e saggista italiano (Bari, n. 1954)

## Giuristi(2)
- Alberto Bruno da Asti, giurista, avvocato e politico italiano (Moirano, n. 1467 - Asti, † 1541)
- Francesco Saverio Bruno, giurista italiano (Brienza, n. 1756 - † 1799)

## Imprenditori(1)
- Luigi Bruno, imprenditore italiano (Napoli, n. 1896 - Milano, † 1971)

## Infermiere(1)
- Costanza Bruno, infermiera e militare italiana (Siracusa, n. 1915 - Nicosia, † 1943)

## Ingegneri(1)
- Giancarlo Bruno, ingegnere e opinionista italiano (Atena Lucana, n. 1957)

## Judoka(1)
- Emanuele Bruno, judoka italiano (Roma, n. 1992)

## Letterati(1)
- Cola Bruno, letterato italiano (Messina, n. 1480 - Padova, † 1542)

## Mafiosi(1)
- Angelo Bruno, mafioso italiano (Villalba, n. 1910 - Filadelfia, † 1980)

## Magistrati(1)
- Francesco Bruno, magistrato e politico italiano (Nicosia, n. 1828 - Catania, † 1914)

## Matematici(1)
- Giuseppe Bruno, matematico italiano (Mondovì, n. 1828 - Torino, † 1893)

## Medici(1)
- Lorenzo Bruno, medico e politico italiano (Murazzano, n. 1821 - Torino, † 1900)

## Mezzofondisti(1)
- Federico Bruno, mezzofondista argentino (Concordia, n. 1993)

## Militari(1)
- Pietro Bruno, militare italiano (Aidone, n. 1920 - Seconda battaglia di El Alamein, † 1942)

## Operai(1)
- Giuseppe Bruno, operaio italiano (Avigliana, n. 1923 - Avigliana, † 2006)

## Pallavoliste(1)
- Eleonora Bruno, pallavolista italiana (Pontedera, n. 1994)

## Pallavolisti(1)
- Nicolás Bruno, pallavolista argentino (Avellaneda, n. 1989)

## Pittori(2)
- Antonio Bruno, pittore italiano (Modena)
- Maurizio Francesco Bruno, pittore italiano (Porto Maurizio, n. 1648 - Porto Maurizio, † 1726)

## Poeti(1)
- Antonio Bruno, poeta e letterato italiano (Biancavilla, n. 1891 - Catania, † 1932)

## Politiche(1)
- Giovanna Bruno, politica italiana (Andria, n. 1975)

## Politici(7)
- Antonio Bruno, politico italiano (San Marzano di San Giuseppe, n. 1945)
- Eduardo Bruno, politico italiano (Rose, n. 1951)
- Franco Bruno, politico italiano (Cosenza, n. 1962)
- Giovanni Bruno, politico italiano (Corigliano-Rossano, n. 1902 - † 1994)
- Paolo Bruno, politico italiano (Mottafollone, n. 1935)
- Raffaele Bruno, politico e regista teatrale italiano (Napoli, n. 1974)
- Salvatore Bruno, politico italiano (Trapani, n. 1917 - † 1963)

## Pugili(2)
- Frank Bruno, ex pugile britannico (Londra, n. 1961)
- Luciano Bruno, ex pugile italiano (Foggia, n. 1963)

## Rapper(2)
- Willie Peyote, rapper e cantautore italiano (Torino, n. 1985)
- Tony 2Milli, rapper e produttore discografico italiano (Milano, n. 2000)

## Registi(1)
- Nick Bruno, regista e animatore statunitense

## Religiose(1)
- Maria Alfonsa Bruno, religiosa italiana (Tarquinia, n. 1937 - Messina, † 1994)

## Rugbisti a 15(3)
- Pierre Bruno, rugbista a 15 italiano (Genova, n. 1996)
- Rodrigo Bruno, rugbista a 15 argentino (Villa María, n. 1987)
- Sébastien Bruno, ex rugbista a 15 e allenatore di rugby a 15 francese (Nîmes, n. 1974)

## Scacchisti(1)
- Fabio Bruno, scacchista italiano (Civitanova Marche, n. 1960)

## Sceneggiatori(1)
- Massimiliano Bruno, sceneggiatore, attore e drammaturgo italiano (Roma, n. 1970)

## Scrittori(1)
- Vito Bruno, scrittore e giornalista italiano (Crispiano, n. 1957)

## Scultori(2)
- Eduardo Bruno, scultore e medaglista italiano (San Marco Argentano, n. 1944)
- Salvatore Bruno, scultore italiano (Lecce, n. 1893 - Bari, † 1987)

## Storici dell'arte(1)
- Gianfranco Bruno, storico dell'arte, critico d'arte e pittore italiano (Genova, n. 1937 - Genova, † 2016)

## Tiratori a segno(1)
- Francesco Bruno, tiratore a segno italiano (Foggia, n. 1978)

## Vescovi cattolici(1)
- Celestino Bruno, vescovo cattolico e teologo italiano (Melfi - † 1664)

## Senza attività specificata(1)
- Pasquale Bruno, italiano (Villafranca Tirrena - Palermo, † 1803)